# Cephalodella montana
Cephalodella montana är en hjuldjursart som beskrevs av Myers 1942. Cephalodella montana ingår i släktet Cephalodella och familjen Notommatidae. Inga underarter finns listade i Catalogue of Life.